# Il principio superiore
Il principio superiore (Vyšší princip) è un film del 1960 diretto da Jiří Krejčík.
Il film, di produzione  cecoslovacca, è tratto dall'omonimo racconto (Vyšší princip) di Jan Drda, che fa parte della raccolta Němá barikáda (Barricata silenziosa) del 1949. Sullo sfondo della storia, ambientata in un liceo classico di Praga, vi è l'occupazione tedesca della Cecoslovacchia e l'attentato a Reinhard Heydrich, generale delle SS, ucciso nell'Operazione Anthropoid nel 1942.

## Trama
A Praga, durante l'occupazione tedesca della Cecoslovacchia nella seconda guerra mondiale, un colto professore di latino e greco di liceo classico è soprannominato dai suoi alunni "Il principio superiore", da una frase che egli spesso pronuncia per far riferimento al principio di non violenza che dovrebbe essere il fondamento dell'umanità. È un modo di essere, il suo, assorto in meditazione filosofiche, astratto dalla realtà circostante, fatta di occupazione militare, episodi di resistenza, collaborazionismo.
A riportarlo su un piano di realtà sarà un avvenimento drammatico: uno studente viene a scoprire di un complotto antinazista ordito da alcuni allievi liceali e lo denuncia ai collaborazionisti. Questi fa scattare la rappresaglia dei collaborazionisti che fanno irruzione in classe per arrestare i giovani. Questo episodio segnerà lo sconvolgimento del mondo colto e interiore del professore: l'irrompere, nelle aule scolastiche, della dura realtà esterna, porterà il "Principio superiore" a prendere coscienza della realtà della guerra e dell'esser venuto il momento di agire.

## Critica
Frutto di una stagione intensa del cinema del blocco orientale, uscita dallo stalinismo e attraversata dai fermenti culturali che preludono alla primavera di Praga, il film illustra gli aspetti di una dittatura politica: da un lato vi è la denuncia della violenza degli oppressori, dall'altra viene stigmatizzata l'impotenza che deriva da un pacifismo colto, nobile, e filosofico, non in grado, però, di prendere coscienza delle tensioni politiche e delle lotte sociali che si agitano nella realtà appena circostante e della necessità di incidere sugli eventi con la propria azione.
È considerato il prodotto artistico più importante del suo autore. Magistrali sono considerati i toni scuri con cui sono resi i tempi cupi dell'occupazione nazista e i giorni che fanno da sfondo all'assassinio di Heydrich nell'Operazione Anthropoid.